# BSG Empor Lauter

Historisches Logo

Die BSG Empor Lauter war eine Betriebssportgemeinschaft, deren Fußball-Mannschaft Anfang der 1950er Jahre in der DDR-Oberliga  spielte, der höchsten Spielklasse im DDR-Fußball. In der Hinrunde der Oberliga-Saison 1954/55 wurde ein großer Teil der Mannschaft aus dem 8000 Einwohner zählenden sächsischen Ort Lauter im Erzgebirge nach Rostock delegiert, um künftig für den SC Empor Rostock zu spielen.

## Vorgeschichte
Vorgänger der BSG Empor war der 1913 gegründete FC Viktoria 1913 Lauter. Ab der Saison 1923/24 spielte der Verein innerhalb des Verbandes Mitteldeutscher Ballspiel-Vereine (VMBV) in der erstklassigen Gauliga Erzgebirge, in der er 1924 unter acht Mannschaften den 4. Platz erreichte. Bereits 1925 wurden die Lauterer Gaumeister und konnten diesen Erfolg in den Jahren 1926, 1927, 1929 und 1930 wiederholen. Mit der Gaumeisterschaft erreichte der FC die Teilnahme an der Endrunde um die Mitteldeutsche Meisterschaft, in der er jedoch stets schon in der 1. Runde mit jeweils hohen Niederlagen ausschied. In der Saison 1931/32 erhielt der FC Viktoria in der Gauliga Konkurrenz durch den SC Waldhaus Lauter, der am Saisonende mit Platz 5 nur einen Rang hinter Viktoria landete. 1933 hatten die Waldhäuser den FC Viktoria bereits überholt und wurden Vizemeister im Erzgebirgegau. Als 1933 der VMBV aufgelöst und der deutsche Fußball durch die Nationalsozialisten neu organisiert wurde, konnten sich die Lauterer Vereine nicht für die neue Gauliga Sachsen qualifizieren. 1939 erfolgte die erzwungene Fusion beider Vereine zur TSG Lauter. Diese Sportgemeinschaft gewann 1939/40 die zweitklassige Fußball-Bezirksklasse Plauen-Zwickau und qualifizierte sich dadurch für die Aufstiegsrunde zur Gauliga Sachsen 1940/41. Sieglos verpasste Lauter den Aufstieg in die Erstklassigkeit und verblieb in der zweitklassigen, dann 1. Klasse Plauen-Zwickau (Staffel Westerzgebirge) genannten Liga. Erst als für die letzte Sachsengauliga-Saison 1944/45 42 Mannschaften in sieben Staffeln nominiert wurden, erreichte die Spielgemeinschaft die Erstklassigkeit. Wegen der Kampfhandlungen des zu Ende gehenden Zweiten Weltkrieges wurde die Meisterschaft jedoch vorzeitig abgebrochen.
Nach Kriegsende wurden durch Beschluss des Alliierten Kontrollrates alle Sportvereine aufgelöst. In Lauter führte zunächst eine locker organisierte Sportgemeinschaft den Fußballsport weiter. 1948/49 beteiligte sich die SG Lauter erstmals an der westsächsischen Fußballmeisterschaft und belegte unter 12 Mannschaften den 3. Platz. Schon ein Jahr später wurde die SG Westsachsenmeister und unterlag im Finale der sächsischen Meisterschaft der SG Dresden-Mickten in drei Spielen nur knapp mit 0:1, 2:1 und 2:3. Als Vizemeister qualifizierte sich die SG jedoch für die neue zweitklassige DS-Liga. Im Rahmen der Umstrukturierung des DDR-Sports auf der Basis von Betriebssportgemeinschaften (BSG) wurde die SG Lauter von der sowjetischen Wismut AG übernommen und in die BSG Freiheit Wismut Lauter umgewandelt. Unter dieser Bezeichnung traten die Lauterer in der ersten DS-Liga-Saison 1950/51 an und wurden unter den 10 Mannschaften der Südstaffel 5., noch vor den späteren Oberligisten BSG FeWa Chemnitz und BSG Mechanik Jena. Mit der Übernahme der Trägerschaft durch den örtlichen Handel wurde die BSG Freiheit Wismut aufgelöst und an ihre Stelle trat am 21. Mai 1951 die BSG Empor Lauter.

## Sektion Fußball der BSG Empor
Wie üblich betrieb die BSG Empor verschiedene Sportsektionen, doch nur die Sektion Fußball erzielte überregionale Beachtung. 1951/52 bestritten die Lauterer Fußballer ihre zweite DS-Liga-Saison, wurden am Ende Sieger der Ligastaffel 1 und stiegen damit in die DS-Oberliga auf. Zusätzlich gewann die BSG Empor das Finale um die Ligameisterschaft in vier Spielen gegen den Sieger der 2. Ligastaffel BSG Motor Jena (1:0, 1:5, 0:0 n. V. und 3:0). Für die erste Oberligasaison 1952/53 übernahm Walter Fritzsch, der bisher die Oberligamannschaft der BSG Wismut Aue betreut hatte, die Lauterer als Trainer. Mit einem fast unveränderten Spieleraufgebot, nur Karl-Heinz Mohr, Karl Pöschel und Herbert Zwahr waren neu hinzugekommen, gelang es Fritzsch, die Mannschaft zu einem sicheren 10. Platz zu führen. In den 32 Punktspielen gewann der Aufsteiger 13 Partien, spielte siebenmal unentschieden und verlor nur 12 Begegnungen. Unter den gewonnenen Spielen war auch der 2:0-Sieg über Vorjahresmeister Turbine Halle. Zur Saison 1953/54 übernahm der bisherige Oberligaspieler der BSG Chemie Leipzig Heinz Pönert das Traineramt bei der weiterhin nahezu unveränderten Mannschaft. Allerdings kam als zukunftsträchtiger Neuzugang der spätere Nationalspieler Kurt Zapf aus Plauen. Auch in ihrer zweiten Oberligasaison landete Empor Lauter im sicheren Mittelfeld auf Rang 9 unter 15 Mannschaften. Anschließend kam mit Oswald Pfau, zuvor Trainer beim Oberligisten BSG Lok Stendal, abermals ein neuer Trainer.

## Umsiedlung nach Rostock
Nach anfänglichen Schwierigkeiten nahm die BSG Empor Lauter 1954/55 wieder Kurs auf eine erfolgreiche Saison. Nach acht Punktspielen und fünf Siegen lag die Mannschaft, begünstigt durch zahlreiche Spielausfälle anderer Teams, mit 10:6 Punkten an der Tabellenspitze. Gleichzeitig wurde in Rostock der Schwerpunktklub der Sportvereinigung Empor, der SC Empor Rostock gegründet. Da im Einzugsbereich für die Sektion Fußball keine geeignete Mannschaft bereitstand, wurden sich Sportvereinigung und die DDR-Sportführung einig, die Sektion mit Spielern der derzeit stärksten Mannschaft des SV Empor, der BSG Empor Lauter, zu bilden. Nach intensiver Bearbeitung und mit materiellen Versprechungen fanden sich im Oktober 1954 schließlich zwölf Spieler, darunter die meisten Stammspieler, bereit, nach Rostock umzusiedeln (siehe Tabelle↓). Das letzte Punktspiel der BSG Empor Lauter fand am 24. Oktober zuhause gegen Rotation Babelsberg statt (1:0). Danach übernahm der SC Empor Rostock nahtlos den Oberligaplatz der BSG Empor Lauter. Die nicht nach Rostock umgesiedelten Spieler schlossen sich anderen Betriebssportgemeinschaften an oder beendeten ihre Fußballerlaufbahn.

## Nachfolger
1955 übernahm die BSG Motor Lauter den Fußballspielbetrieb im Ort, kam aber bis zum Ende des DDR-Fußballs nicht einmal an das Bezirksliga-Niveau heran. Als nach der politischen Wende von 1989 in Ostdeutschland wieder Vereine gegründet werden konnten, wurde 1990 der Lauterer SV Viktoria 1913 gegründet. Seine Fußballmannschaft erreichte bisher als höchste Liga in der Saison 2009/10 die Bezirksklasse Chemnitz (8. Liga).

## Spieler
| Alle Oberligaspieler der BSG Empor Lauter | Alle Oberligaspieler der BSG Empor Lauter | Alle Oberligaspieler der BSG Empor Lauter | Alle Oberligaspieler der BSG Empor Lauter | Alle Oberligaspieler der BSG Empor Lauter | Alle Oberligaspieler der BSG Empor Lauter | Alle Oberligaspieler der BSG Empor Lauter |
| Spieler                                   | Geburtsjahr                               | Punktspiele                               | Tore                                      | von                                       | bis                                       | danach                                    |
| ----------------------------------------- | ----------------------------------------- | ----------------------------------------- | ----------------------------------------- | ----------------------------------------- | ----------------------------------------- | ----------------------------------------- |
| Arthur Bialas                             | 1930                                      | 8                                         | 2                                         | 1954                                      | 1954                                      | Empor Rostock                             |
| Franz Bialas                              | 1929                                      | 5                                         | 0                                         | 1954                                      | 1954                                      | Empor Rostock                             |
| Walter Espig                              | 1921                                      | 57                                        | 19                                        | 1952                                      | 1954                                      | Motor Zwickau                             |
| Johannes Friedrich                        | 1925                                      | 56                                        | 11                                        | 1952                                      | 1954                                      | Motor Zwickau                             |
| Werner Gebhardt                           | 1925                                      | 43                                        | 4                                         | 1952                                      | 1954                                      | Wismut Aue                                |
| Walter Hartmann                           | 1925                                      | 10                                        | 1                                         | 1952                                      | 1954                                      | Oberliga-Ende                             |
| Rudolf Hertzsch                           | 1924                                      | 65                                        | 0                                         | 1952                                      | 1954                                      | Motor Zwickau                             |
| Herbert Kreißel                           | 1931                                      | 1                                         | 0                                         | 1953                                      | 1953                                      | Oberliga-Ende                             |
| Rudi Leber                                | 1919                                      | 47                                        | 0                                         | 1952                                      | 1954                                      | Empor Rostock                             |
| Rolf Leeb                                 | 1924                                      | 4                                         | 0                                         | 1952                                      | 1954                                      | Empor Rostock                             |
| Hans Meyer                                | 1931                                      | 13                                        | 0                                         | 1952                                      | 1952                                      | Oberliga-Ende                             |
| Karl-Heinz Mohr                           | 1928                                      | 15                                        | 2                                         | 1952                                      | 1953                                      | Wismut Aue                                |
| Herbert Müller                            | 1926                                      | 1                                         | 0                                         | 1954                                      | 1954                                      | Empor Rostock                             |
| Karl Pöschel                              | 1931                                      | 32                                        | 0                                         | 1952                                      | 1954                                      | Empor Rostock                             |
| Heinz Reich                               | 1924                                      | 6                                         | 0                                         | 1954                                      | 1954                                      | Oberliga-Ende                             |
| Theo Reichelt                             | 1931                                      | 20                                        | 1                                         | 1953                                      | 1954                                      | Oberliga-Ende                             |
| Friedrich Riedel                          | 1921                                      | 34                                        | 2                                         | 1952                                      | 1954                                      | Oberliga-Ende                             |
| Hermann Roth                              | 1925                                      | 23                                        | 0                                         | 1952                                      | 1954                                      | Empor Rostock                             |
| Gerhard Schaller                          | 1929                                      | 11                                        | 1                                         | 1954                                      | 1954                                      | Empor Rostock                             |
| Rudolf Schneider                          | 1921                                      | 66                                        | 8                                         | 1952                                      | 1954                                      | Empor Rostock                             |
| Walter Schmiedel                          | 1918                                      | 2                                         | 0                                         | 1952                                      | 1953                                      | Oberliga-Ende                             |
| Gottfried Schubert                        | 1931                                      | 34                                        | 7                                         | 1952                                      | 1954                                      | Oberliga-Ende                             |
| Konrad Schubert                           | 1927                                      | 1                                         | 0                                         | 1952                                      | 1952                                      | Oberliga-Ende                             |
| Henry Schützer                            | 1931                                      | 27                                        | 6                                         | 1952                                      | 1954                                      | Oberliga-Ende                             |
| Karl-Heinz Singer                         | 1928                                      | 33                                        | 0                                         | 1952                                      | 1954                                      | Empor Rostock                             |
| Joachim Vogel                             | 1931                                      | 45                                        | 20                                        | 1952                                      | 1954                                      | Oberliga-Ende                             |
| Ernst Wüst                                | 1923                                      | 32                                        | 0                                         | 1952                                      | 1953                                      | Oberliga-Ende                             |
| Kurt Zapf                                 | 1929                                      | 31                                        | 0                                         | 1953                                      | 1954                                      | Empor Rostock                             |
| Herbert Zwahr                             | 1922                                      | 62                                        | 14                                        | 1952                                      | 1954                                      | Empor Rostock                             |